# Metagoniochernes
Genre
Metagoniochernes est un genre de pseudoscorpions de la famille des Chernetidae.

## Distribution
Les espèces de ce genre se rencontrent en Centrafrique, à Madagascar et au Japon.

## Liste des espèces
Selon Pseudoscorpions of the World (version 3.0) :
- Metagoniochernes milloti Vachon, 1951
- Metagoniochernes picardi Vachon, 1939
- Metagoniochernes tomiyamai Sato, 1991

## Publication originale
- Vachon, 1939 : Remarques sur la sous-famille des Goniochernetinae Beier à propos de la description d'un nouveau genre et d'une nouvelle espèce de Pseudoscorpions (Arachnides): Metagoniochernes picardi. Bulletin du Muséum National d'Histoire Naturelle, Paris, sér. 2, vol. 11, p. 123-128 (texte intégral).